# ازدواج ایرانی (فیلم)
ازدواج ایرانی فیلمی به کارگردانی و نویسندگی احمد نجیب‌زاده محصول سال ۱۳۴۷ است.

## بازیگران
- عارف
- کتایون
- مجید شهباز
- ایران قادری
- اشرف کاشانی
- عباس مهردادیان
- ثریا بهشتی
- غلامحسین بهمنیار
- گیتی جعفری
- نیک ورز